# Avocazione (ordinamento amministrativo italiano)
L'avocazione è un istituto del diritto amministrativo con cui un organo amministrativo esercita il potere di compiere un atto che rientrerebbe nella competenza di un altro organo, di regola, inferiore.  

## Presupposti
L'avocazione presuppone di norma un rapporto di gerarchia, oltre che a un'attribuzione di competenza non esclusiva a favore dell'organo inferiore.
Poiché deroga l'ordine delle competenze, il potere di avocazione deve essere conferito da una norma avente forza non inferiore a quella che ha attribuito le competenze derogate. Così, nell'ordinamento amministrativo italiano, dove l'attribuzione delle competenze è materia soggetta a riserva di legge relativa, ai sensi dell'art. 97 della Costituzione, il potere di avocazione deve parimenti essere previsto da una legge o altra fonte del diritto avente forza di legge. Peraltro, dottrina e giurisprudenza ritengono che l'avocazione si possa considerare autorizzata dalla legge nel caso in cui questa attribuisca una competenza in modo generico a tutto un ramo dell'amministrazione organizzato in modo gerarchico.
La dottrina italiana distingue l'avocazione dalla sostituzione, in quanto la seconda presuppone l'inerzia dell'organo inferiore, mentre la prima è disposta per ragioni di interesse pubblico, indipendentemente dall'inerzia dell'organo inferiore.